# Hans Kirschstein
Hans Kirschstein (ur. 5 sierpnia 1896 w Koblencji, zm. 16 lipca 1918 w okolicach Fismes) – as lotnictwa niemieckiego Luftstreitkräfte z 27 potwierdzonymi zwycięstwami w I wojnie światowej.

## Życiorys
Służbę wojskową rozpoczął w 3 Batalionie Inżynieryjnym (3. Pionier-Bataillon von Rauch ) w Spandau. Razem z jednostką walczył we Francji, a potem na ziemiach polskich w Galicji. Na początku 1916 roku zachorował na malarię i powrócił do Niemiec na leczenie. Ponownie znalazł się na froncie wschodnim w końcu 1916 roku. W maju 1917 roku został skierowany do lotnictwa. Po przejściu szkolenia latał w Feldflieger-Abteilung 19 i brał udział w bombardowaniach Dover oraz w raidach powietrznych we Flandrii. Następnie służył w jednostkach lotniczych FA 256 i FFA 3 zanim został przeniesiony do eskadry myśliwskiej Jagdstaffel 6 w połowie marca 1918 roku. Eskadra Jasta 6 była wówczas podporządkowana do dywizjonu JG I dowodzonego przez Manfreda von Richthofen.
Bardzo szybko Hans Kirschstein stał się jednym z najskuteczniejszych pilotów jednostki. Do 24 czerwca jego konto wzrosło do 27 zestrzelonych maszyn wroga. 10 czerwca przejął dowództwo nad swoją jednostką. Sześć dni później zginął w wypadku lotniczym. Jego samolot zderzył się wkrótce po starcie z lotniska Fismers z pilotowanym przez Johannesa Markgrafa samolotem Hannover CL.II. Obaj piloci zginęli.
Latał na samolocie Albatros D.V oraz Fokker Dr.I. Został uwieczniony na Sanke Postkarte Nr. 623.

## Odznaczenia
- Pour le Mérite – 24 czerwca 1918
- Królewski Order Rodu Hohenzollernów
- Krzyż Żelazny I Klasy
- Krzyż Żelazny II Klasy